# TSV Eschollbrücken
Der TSV Eschollbrücken (offiziell: Turn- und Sportverein Eschollbrücken-Eich e. V.) ist ein Sportverein aus dem Pfungstädter Stadtteil Eschollbrücken in Hessen. Die erste Fußballmannschaft der Frauen nahm dreimal am DFB-Pokal der Frauen teil.

## Geschichte
Der Verein entstand im Jahre 1945 durch den Zusammenschluss mehrerer Vereine. Ältester Stammverein ist der 1899 gegründete Turnverein Eschollbrücken. Die Fußballabteilung geht auf dem im Jahre 1910 gegründeten FC Germania Eschollbrücken zurück. Weitere Stammvereine waren der Männergesangsverein Eschollbrücken, der Arbeitergesangsverein Eschollbrücken und der Gesangverein Eintracht Eich. Neben Fußball verfügt der Verein über die Abteilungen Blasorchester, Gesang, Laienspieler, Turnen & Leichtathletik, Volleyball, Wandern.

### Frauenfußball
Die Frauenfußballabteilung des TSV wurde am 1. April 1971 gegründet. Im Jahre 1985 gehörte die Mannschaft zu den zwölf Gründungsmitgliedern der Oberliga Hessen, die bis zur Gründung der Bundesliga fünf Jahre später die höchste Spielklasse in Hessen bildete. Im Jahre 1989 stieg der TSV ab und kehrte vier Jahre später in die nunmehr zweitklassige Oberliga zurück. Zeitgleich nahm die Mannschaft erstmals am DFB-Pokal teil und unterlag in der ersten Runde dem FSV Frankfurt mit 0:5. 1995 gewannen die Eschollbrückerinnen den Hessenpokal und wurden in der Oberliga Hessen Vizemeister hinter dem TSV Battenberg.
Im DFB-Pokal unterlag die Mannschaft in Runde eins dem SC 07 Bad Neuenahr mit 1:3. Die letzte DFB-Pokalteilnahme erfolgte in der Saison 1997/98, wo die 0:12-Niederlage beim TSV Crailsheim gleichzeitig die höchste Pokalniederlage der Vereinsgeschichte war. Am 1. September 2001 wechselte die komplette Frauenfußballabteilung des TSV Eschollbrücken zu Germania Pfungstadt. Der TSV Eschollbrücken gründete im Jahre 2012 eine neue Frauenfußballabteilung.

### Männerfußball
Die Männermannschaft des TSV Eschollbrücken stieg im Jahre 2013 in die Darmstädter Kreisliga B ab. In den Jahren 2018 und 2024 erfolgte der erneute Abstieg in die Kreisliga C bzw. D.

## Persönlichkeiten
- Britta Unsleber